# Termitocalliphora nana
Termitocalliphora nana är en tvåvingeart som först beskrevs av Zumpt 1953.  Termitocalliphora nana ingår i släktet Termitocalliphora och familjen spyflugor. Inga underarter finns listade i Catalogue of Life.